# Tanekra
Tanekra (in lingue guanci ⵜⵏⴽⴾⵔ) che in Tamazigh significa "rivolta", è un'organizzazione politica delle Canarie situata nella sinistra dello spettro politico, alla sua volta è in ricerca dell'indipendenza delle Canarie riguardo al Regno di Spagna. Non riconosce allo Stato spagnolo né alla monarchia spagnola. Nei suoi social media espone che il suo obiettivo è la construzione delle Canarie "per una clase operaia diversa, femminista e libera da ogni oppresione". Il suo ambito di azione circoscrive all'Arcipelago Canario e a determinati punti fuori le isole, principalmente in Europa, dove ha militanti fra la diaspora canaria.

## Storia
Tanekra nasce pubblicamente il 22 d'ottobre di 2021 (in coincidenza con il giorno della bandiera nazionale delle Canarie) anche se “l'idea veniva gestándose vari anni prima mediante conversazioni di differenti persone, alcune delle quali avevano militato in altre formazioni della sinistra independentista”. Oltretutto nel comunicato fatto pubblico il 25 d'ottobre di quel'anno identifica come “erede consapevole della tradizione independentista canaria dai primi alzati dopo la colonizzazione, fino le distinte espressioni organizative del XXI secolo”.

## Attività
Tanekra ha svolto diverse attività sin dalla sua fondazione, principalmente legate all'attivismo sociale e culturale.
L'organizzazione è attivamente coinvolta nei movimenti sociali dell'Arcipelago, come nell'accampamento di Cuna del Alma ad Adeje o nelle manifestazioni del quartiere Guanarteme, ad Las Palmas, contro la speculazione urbana.
In minor misura, Tanekra ha organizzato a Gran Canaria e Tenerife atti di dibattito con differenti tematiche.
Da un lato ha una propria testata chiamata "Datana!". È venduto fisicamente in diverse isole e tra le sue pagine si possono leggere articoli sull'attualità politica delle Isole Canarie, così come la sua storia, interviste a gruppi e artisti, ecc.
Inoltre, la organizzazione è molto attiva in sui social media: Instagram, X e Facebook accumulando migliaia di follower.